# Hyalopycnis hyalina
Hyalopycnis hyalina är en svampart som beskrevs av Höhn. 1918. Hyalopycnis hyalina ingår i släktet Hyalopycnis och familjen Heterogastridiaceae.   Inga underarter finns listade i Catalogue of Life.